# Pteroplatus fasciatus
Pteroplatus fasciatus là một loài bọ cánh cứng trong họ Cerambycidae.